# Villars-sous-Dampjoux
Pour les articles homonymes, voir Villars.
Villars-sous-Dampjoux est une commune française située dans le département du Doubs, la région culturelle et historique de Franche-Comté et la région administrative Bourgogne-Franche-Comté.

## Géographie

### Localisation
L'agglomération proprement dite s'inscrit dans un cadre protégé naturellement au sud par le ruisseau de la Barbèche et sa confluence avec le Doubs ; à l'ouest et au nord-ouest par les premiers contreforts de la chaîne du Lomont ; à l'est enfin par la rive gauche du Doubs.

### Communes limitrophes
Les communes limitrophes sont Pont-de-Roide-Vermondans, Dampjoux, Feule, Neuchâtel-Urtière et Noirefontaine.

### Climat
Pour des articles plus généraux, voir Climat de la Bourgogne-Franche-Comté et Climat du Doubs.
En 2010, le climat de la commune est de type climat de montagne, selon une étude du Centre national de la recherche scientifique s'appuyant sur une série de données couvrant la période 1971-2000. En 2020, Météo-France publie une typologie des climats de la France métropolitaine dans laquelle la commune est exposée à un climat de montagne ou de marges de montagne et est dans la région climatique  Jura, caractérisée par une forte pluviométrie en toutes saisons (1 000 à 1 500 mm/an), des hivers rigoureux et un ensoleillement médiocre. 
Pour la période 1971-2000, la température annuelle moyenne est de 9,9 °C, avec une amplitude thermique annuelle de 17,2 °C. Le cumul annuel moyen de précipitations est de 1 629 mm, avec 12,8 jours de précipitations en janvier et 10,9 jours en juillet. Pour la période 1991-2020, la température moyenne annuelle observée sur la station météorologique de Météo-France la plus proche, « Maiche », sur la commune de Maîche à 11 km à vol d'oiseau, est de 7,7 °C et le cumul annuel moyen de précipitations est de 1 433,0 mm. 
La température maximale relevée sur cette station est de 34,9 °C, atteinte le 25 juillet 2019 ; la température minimale est de −26,8 °C, atteinte le 1er mars 2005,,. 
Les paramètres climatiques de la commune ont été estimés pour le milieu du siècle (2041-2070) selon différents scénarios d'émission de gaz à effet de serre à partir des nouvelles projections climatiques de référence DRIAS-2020. Ils sont consultables sur un site dédié publié par Météo-France en novembre 2022.

## Urbanisme

### Typologie
Au 1er janvier 2024, Villars-sous-Dampjoux est catégorisée commune rurale à habitat dispersé, selon la nouvelle grille communale de densité à 7 niveaux définie par l'Insee en 2022.
Elle est située hors unité urbaine. Par ailleurs la commune fait partie de l'aire d'attraction de Montbéliard, dont elle est une commune de la couronne,. Cette aire, qui regroupe 137 communes, est catégorisée dans les aires de 50 000 à moins de 200 000 habitants,.

### Occupation des sols
L'occupation des sols de la commune, telle qu'elle ressort de la base de données européenne d’occupation biophysique des sols Corine Land Cover (CLC), est marquée par l'importance des forêts et milieux semi-naturels (53,5 % en 2018), une proportion identique à celle de 1990 (53,5 %). La répartition détaillée en 2018 est la suivante : forêts (53,5 %), prairies (30,2 %), zones urbanisées (9,5 %), zones agricoles hétérogènes (6,8 %), zones industrielles ou commerciales et réseaux de communication (0,1 %). L'évolution de l’occupation des sols de la commune et de ses infrastructures peut être observée sur les différentes représentations cartographiques du territoire : la carte de Cassini (XVIIIe siècle), la carte d'état-major (1820-1866) et les cartes ou photos aériennes de l'IGN pour la période actuelle (1950 à aujourd'hui).

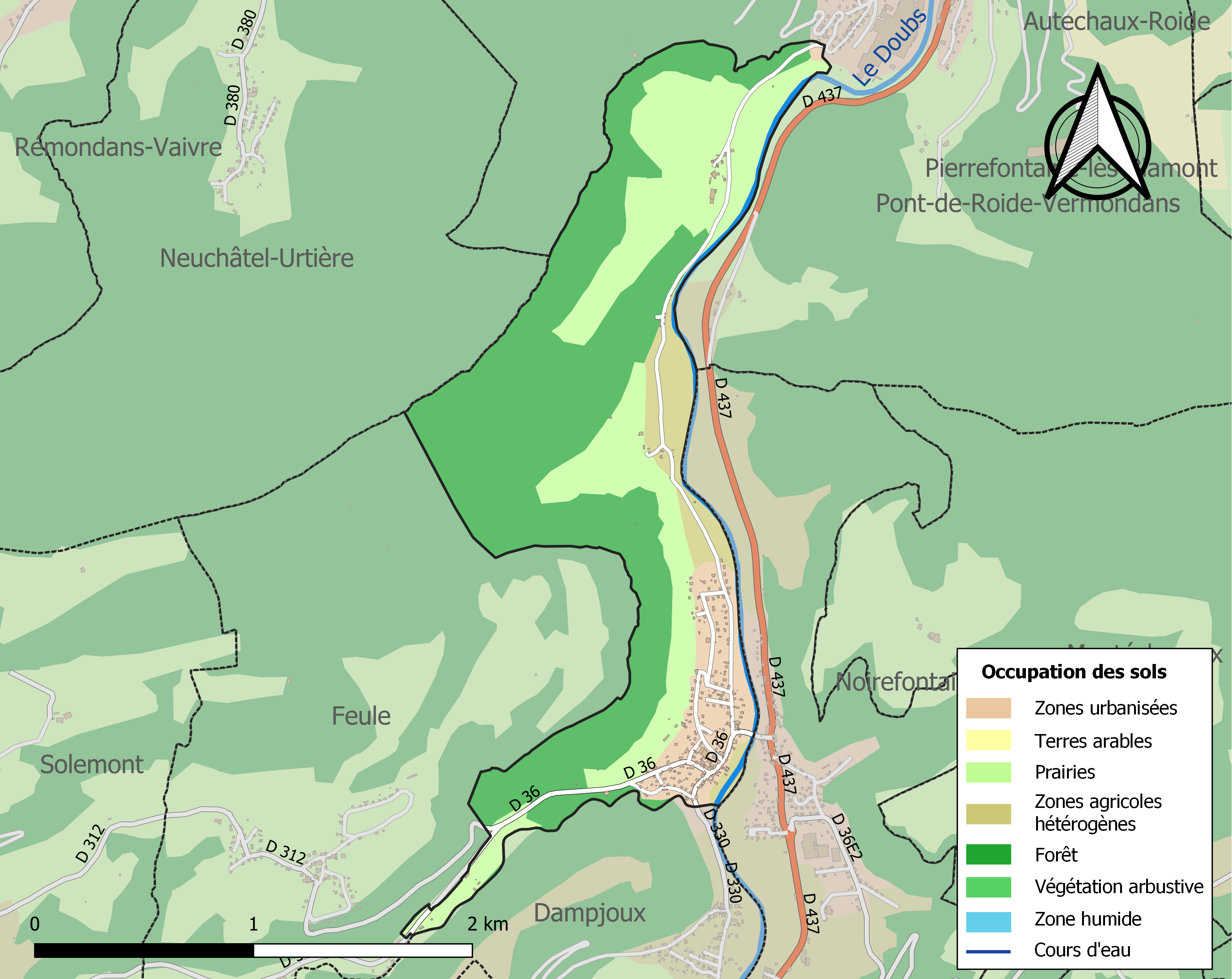
Carte des infrastructures et de l'occupation des sols de la commune en 2018 (CLC).

## Toponymie
Veler prez Damjour en 1336 ; Viller au XVe siècle ; Villers sous Dampjoux en 1671.

## Politique et administration

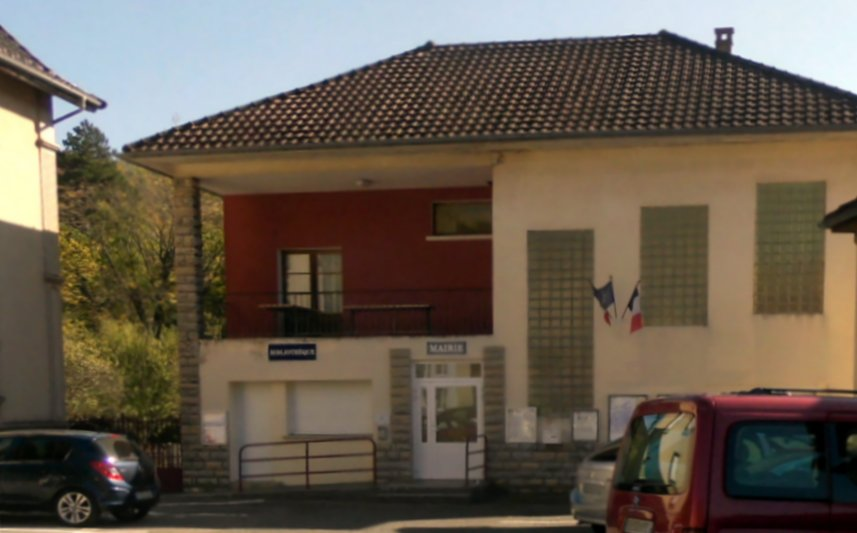
La mairie.

| Période                                  | Période  | Identité              | Étiquette | Qualité |
| ---------------------------------------- | -------- | --------------------- | --------- | ------- |
| 1908                                     | 1911     | Edmond Tiphine        |           |         |
| avril 1911                               | 1912     | Zéline Froidevaux     |           |         |
| mai 1912                                 | 1919     | Zéline Froidevaux     |           |         |
| décembre 1919                            | 1925     | Georges Glock         |           |         |
| mai 1925                                 | 1929     | Georges Glock         |           |         |
| mai 1929                                 | 1935     | Camille Froidevaux    |           |         |
| mai 1935                                 | 1945     | Léon Rollin           |           |         |
| avril 1945                               | 1947     | Camille Froidevaux    |           |         |
| octobre 1947                             | 1973     | Jean Lahouze          |           |         |
| aout 1973                                | 1977     | Pierre Maillard-Salin |           |         |
| mars 1977                                | 2001     | Camille Gigon         |           |         |
| mars 2001                                | 2014     | Jean-Marie Allemand   |           |         |
| mars 2014                                | En cours | Patrick Lechine       | SE        | Employé |
| Les données manquantes sont à compléter. |          |                       |           |         |

## Démographie
L'évolution du nombre d'habitants est connue à travers les recensements de la population effectués dans la commune depuis 1793. Pour les communes de moins de 10 000 habitants, une enquête de recensement portant sur toute la population est réalisée tous les cinq ans, les populations de référence des années intermédiaires étant quant à elles estimées par interpolation ou extrapolation. Pour la commune, le premier recensement exhaustif entrant dans le cadre du nouveau dispositif a été réalisé en 2005.

En 2022, la commune comptait 352 habitants, en évolution de −2,76 % par rapport à 2016 (Doubs : +1,88 %, France hors Mayotte : +2,11 %).
| 1793 | 1800 | 1806 | 1821 | 1831 | 1836 | 1841 | 1846 | 1851 |
| ---- | ---- | ---- | ---- | ---- | ---- | ---- | ---- | ---- |
| 97   | 100  | 99   | 90   | 136  | 142  | 119  | 139  | 191  |

| 1856 | 1861 | 1866 | 1872 | 1876 | 1881 | 1886 | 1891 | 1896 |
| ---- | ---- | ---- | ---- | ---- | ---- | ---- | ---- | ---- |
| 162  | 173  | 160  | 180  | 168  | 181  | 228  | 206  | 214  |

| 1901 | 1906 | 1911 | 1921 | 1926 | 1931 | 1936 | 1946 | 1954 |
| ---- | ---- | ---- | ---- | ---- | ---- | ---- | ---- | ---- |
| 200  | 222  | 213  | 205  | 220  | 219  | 211  | 204  | 248  |

| 1962 | 1968 | 1975 | 1982 | 1990 | 1999 | 2005 | 2006 | 2010 |
| ---- | ---- | ---- | ---- | ---- | ---- | ---- | ---- | ---- |
| 259  | 272  | 313  | 393  | 422  | 403  | 411  | 407  | 395  |

| 2015 | 2020 | 2022 | - | - | - | - | - | - |
| ---- | ---- | ---- | - | - | - | - | - | - |
| 367  | 351  | 352  | - | - | - | - | - | - |

## Lieux et monuments
- L'ancienne tronçon Pont-de-Roide – Saint-Hippolyte de la ligne de Voujeaucourt à Saint-Hippolyte traversait le Doubs entre les communes de Noirefontaine et Villars-sous-Dampjoux sur un pont maçonné à trois arches. La voie, aujourd'hui déposée, a été transformée en chemin piétonnier.
- Confluence Doubs-Barbèche.

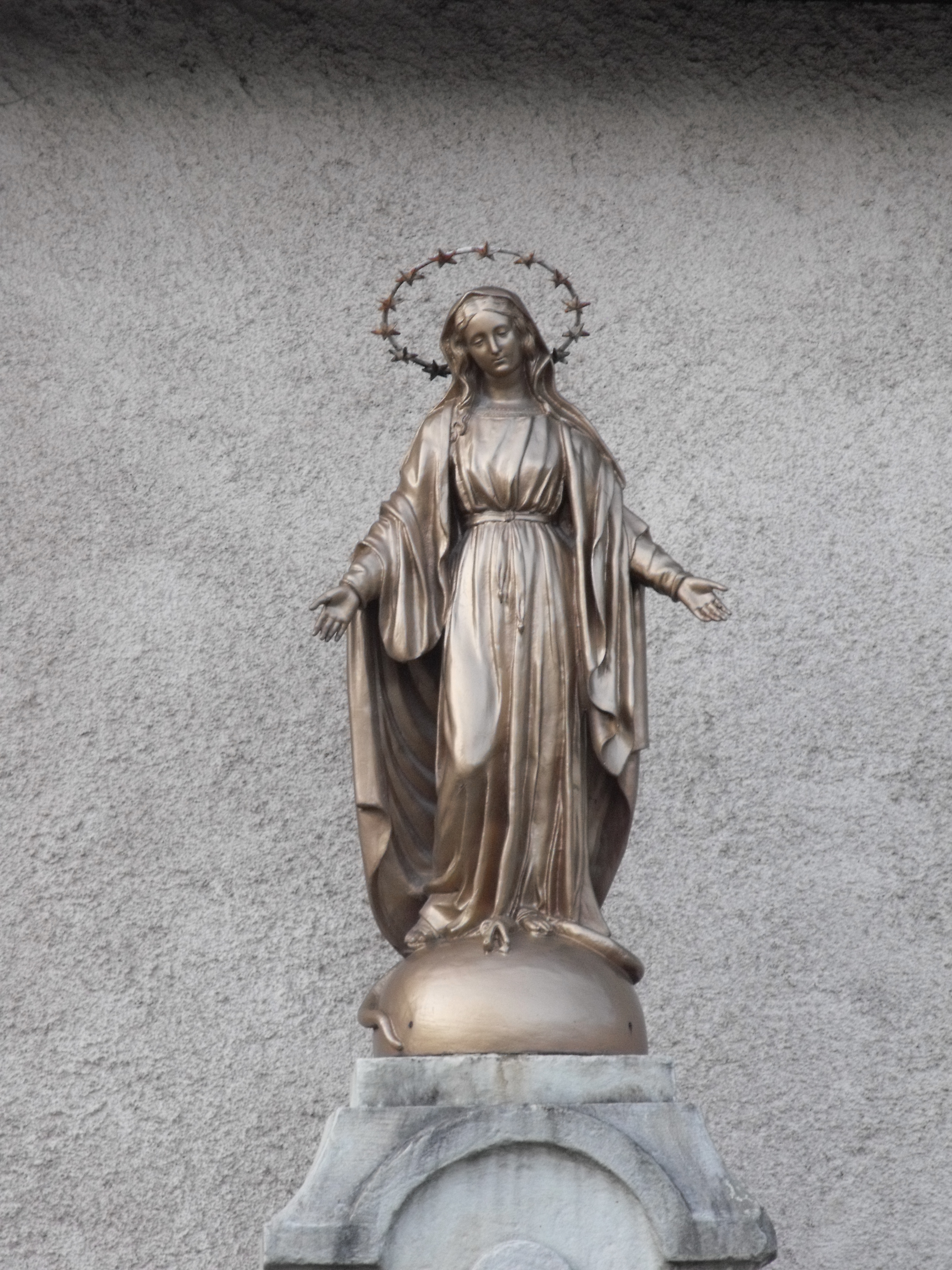
Statue de la Vierge dans une rue du village.
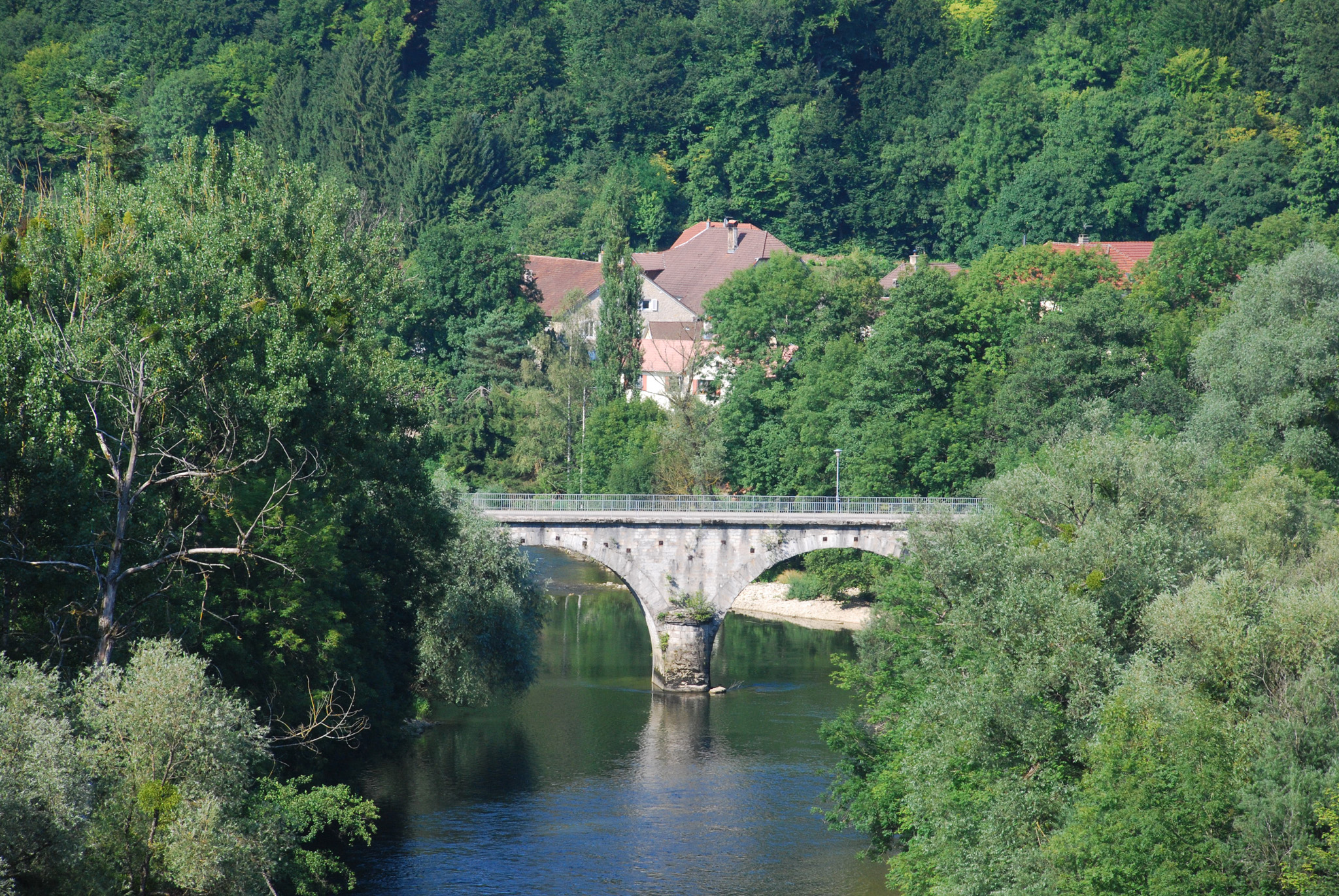
Ancien pont ferroviaire sur le Doubs.

## Personnalités liées à la commune
- Thiébaud Boissard. Né à Villars-sous-Dampjoux, bourgeois de Saint-Hippolyte, notaire, tabellion général de la seigneurie de Châtillon-sous-Maîche, de 1528 à 1535, procureur fiscal du comté de la Roche de 1528 à 1553, juge-châtealin de Belvoir en 1553. Sa femme, Jeanne Babet, sœur du célèbre helléniste Hugues Babet, lui donne deux fils : Richard, juge-châtealin de Belvoir de 1591 à 1599 et Jean-Jacques (1528 - 1563), humaniste, archéologue, auteur de recueils de poésie latines et d'un traité sur les maléfices[13].